# Ade Akinbiyi
Adeola Oluwatoyin »Ade« Akinbiyi, nigerijsko-angleški nogometaš, * 10. oktober 1974, Hackney, London, Anglija, Združeno kraljestvo.